# Fusigobius pallidus
Fusigobius pallidus és una espècie de peix de la família dels gòbids i de l'ordre dels perciformes.

## Morfologia
Els mascles poden assolir 6,5 cm de longitud total i les femelles 5,42.

## Hàbitat
És un peix marí, de clima tropical i demersal que viu entre 10-48 m de fondària.

## Distribució geogràfica
Es troba a Indonèsia, les Maldives, la República de Palau, les Filipines, Tanzània i Tailàndia.

## Observacions
És inofensiu per als humans.